# حمام حاج رضا
حمام حاج رضا در شهرستان دشتستان، بخش سعدآباد و مرکز شهر سعد آباد واقع شده است. این اثر در تاریخ ۸ بهمن ۱۳۸۵ با شمارهٔ ثبت ۱۷۱۲۰ به عنوان یکی از آثار ملی ایران به ثبت رسیده است .
این گرمابه که به نام حمام حاج رضا سعدآبادی شناخته می شود با معماری خاص دوره قاجار و به سبک گرمابه های قدیمی ایرانی در سال دهه ۳۰ خورشیدی ساخته در سال ۱۳۳۷ خورشیدی مورد بهره برداری قرار گرفته است.هنگام ساخت این بنا کوره آهک پزی نیز به جهت تامین مصالح این بنا با تعدادی کارگر در نزدیک محل بنا ایجاد گردیده بود . اکنون بقایای این بنا در سعدآباد وجود دارد . 